# 埃尔金 (北达科他州)
埃尔金（英語：Elgin），是美国北达科他州下属的一座城市。根据2010年美国人口普查，该市有人口642人。2011年估计该市有人口627人，相对于2010年，增长率为?2.34%。